# Djougou I
Ne doit pas être confondu avec Djougou II ou Djougou III.
Djougou I est l'un des douze arrondissements de la commune de Djougou dans le département de la Donga au Bénin.

## Géographie
Djougou I est situé au centre-ouest du Bénin et compte 11 villages que sont Founga, Gah, Kamourou, Killir, Madina, Petoni-poho, Sassirou, Serlo, Soubroukou, Taifa et Zongo.

## Démographie
Selon le recensement de la population de 2013 conduit par l'Institut national de la statistique et de l'analyse économique (INSAE), Djougou I compte 36 296 habitants  .

## Galerie de photos

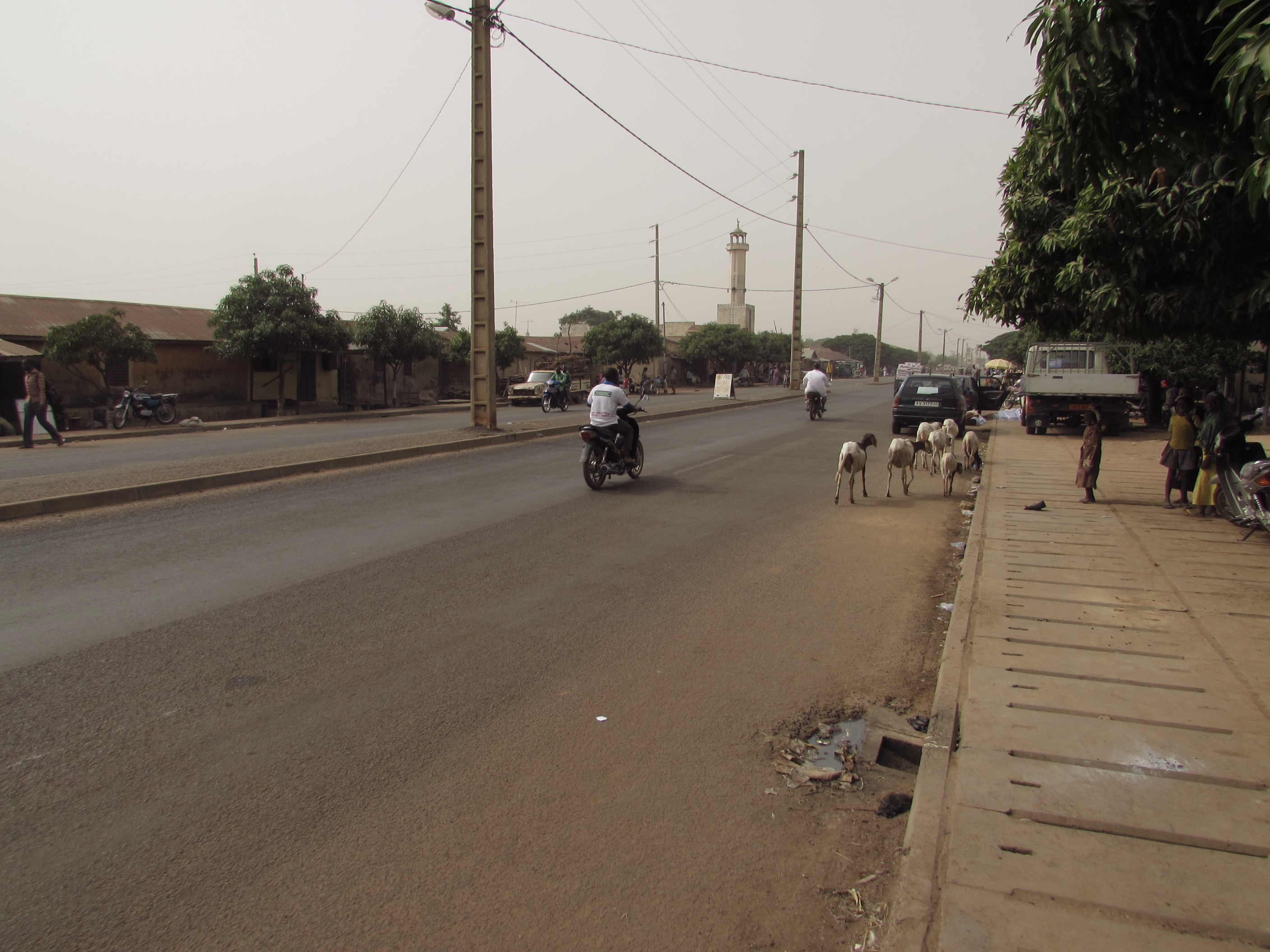
djougou
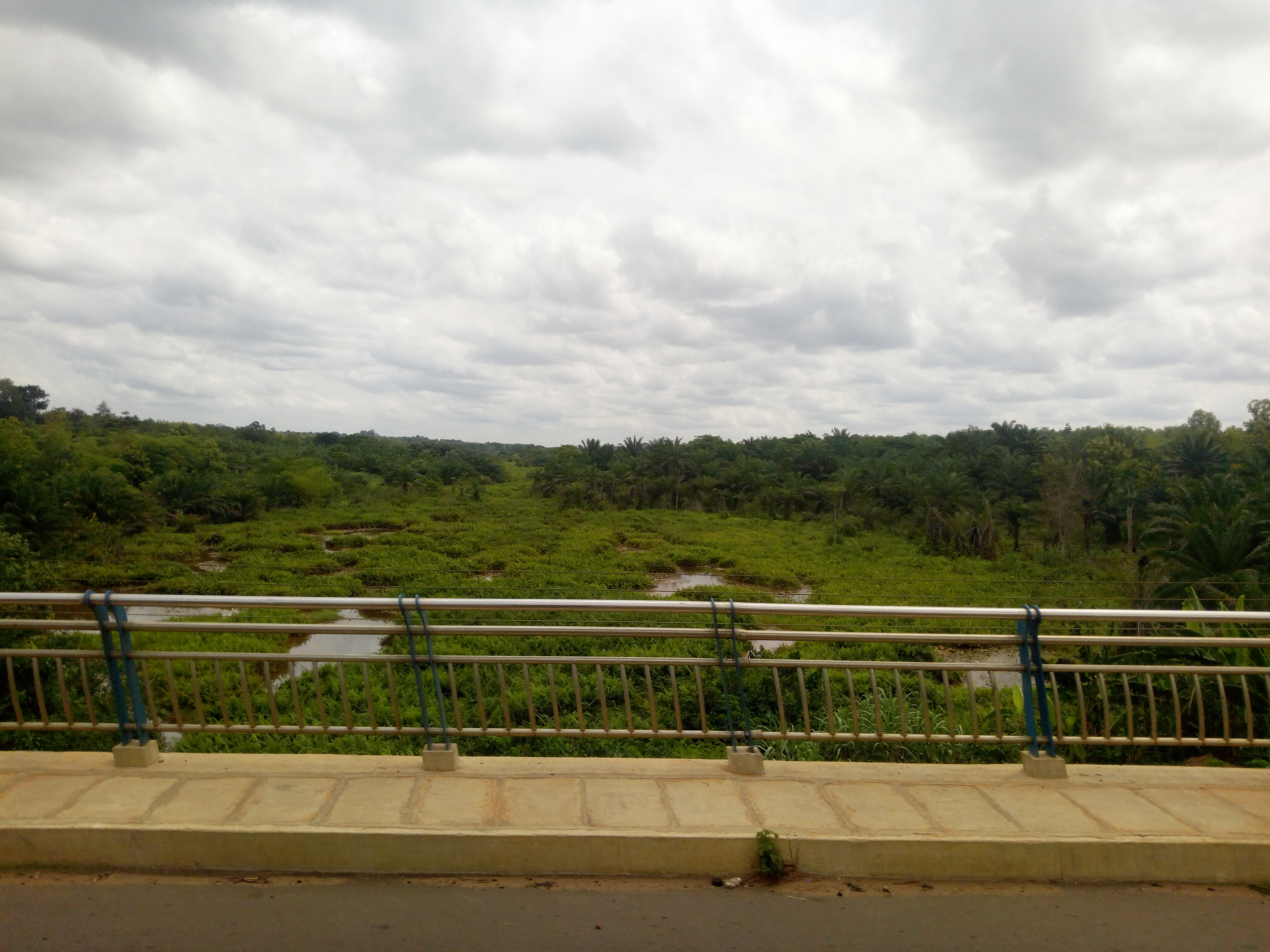
Barrage de Djougou
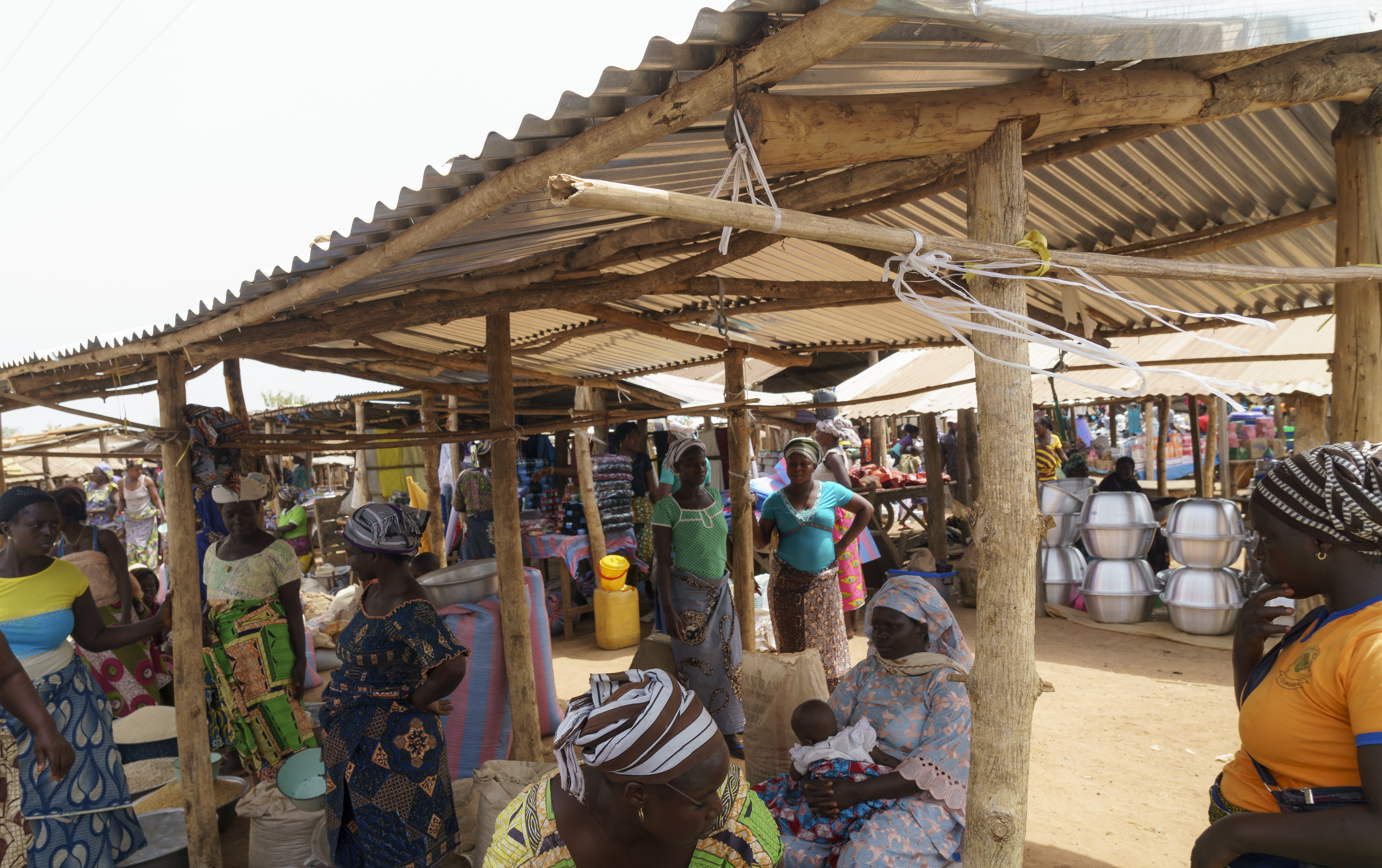
Marché de Djougou